# 伊爾門峰
46°28′55″N 10°57′50″E / 46.48194°N 10.96389°E

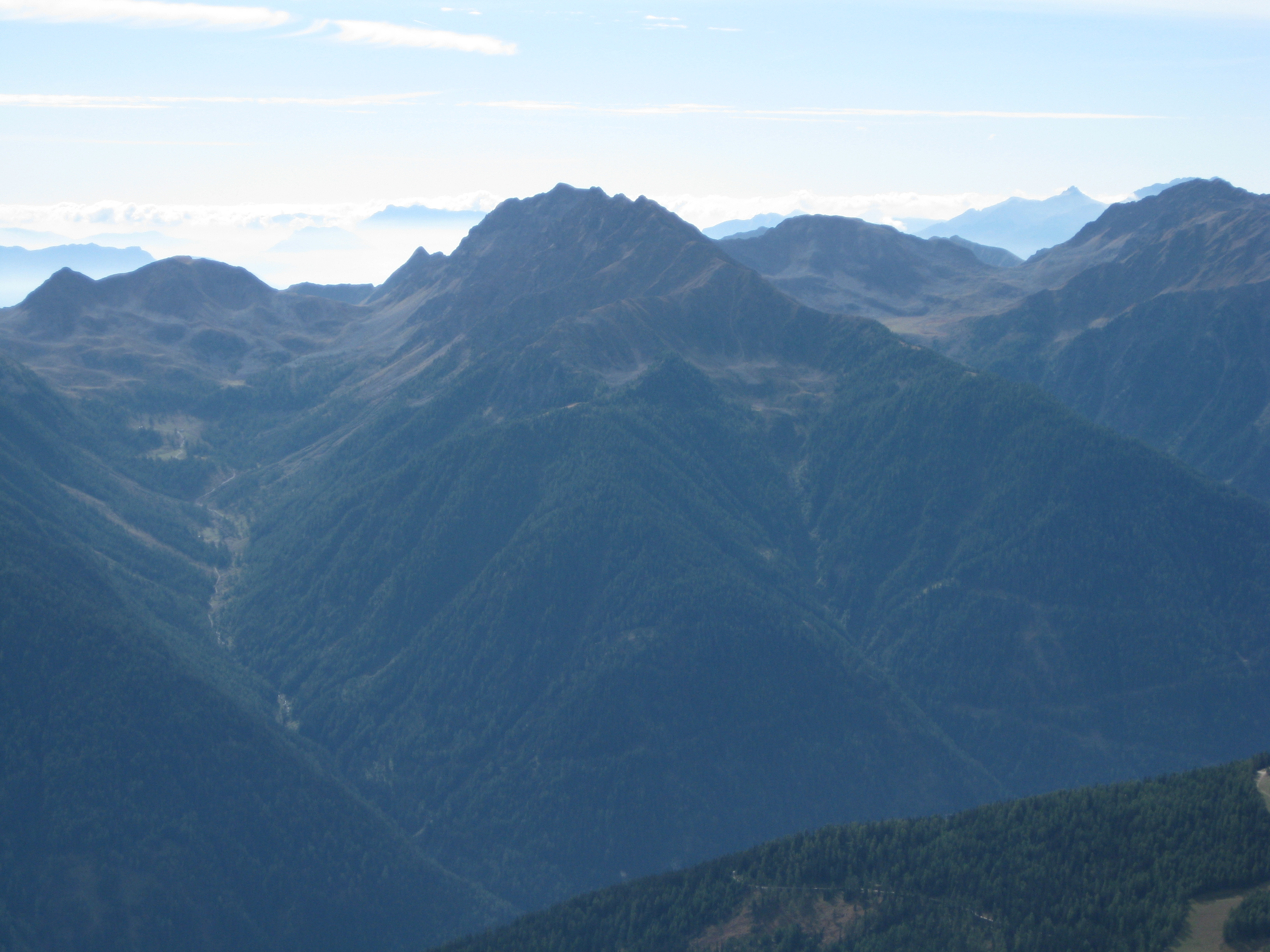

伊爾門峰（德語：Ilmenspitze），是意大利的山峰，位於該國北部，處於博爾扎諾-南蒂羅爾自治省和特倫托自治省接壤的邊界，屬於奥特莱斯山的一部分，海拔高度2,657米。